# Hervé Guibert
Hervé Guibert (Saint-Cloud, 14 dicembre 1955 – Clamart, 27 dicembre 1991) è stato uno scrittore, fotografo e sceneggiatore francese.

## Biografia
Hervé Guibert nacque in una famiglia benestante a Saint-Cloud e trascorse l'infanzia a Parigi e l'adoloscenza a La Rochelle. Dopo aver sperimentato con la regia e la recitazione decise di dedicarsi al giornalismo: nel 1978, infatti, oltre ad aver scritto il suo secondo romanzo (Les Aventures singulières), cominciò a lavorare nella redazione di Le Monde. Nel 1984 scrisse a quattro mani con il regista Patrice Chéreau la sceneggiatura de L'uomo ferito, per cui vinse il Premio César per la migliore sceneggiatura originale. Il suo stile era influenzato da Jean Genet e Thomas Bernhard, ma una delle maggiori influenze nella sua vita fu Michel Foucault, che conobbe nel 1976 e di cui fu prima amante e poi grande amico.
La produzione sia letteraria che artistica dei suoi ultimi tre anni è incentrata sul decorso della sua malattia: nel 1988 infatti gli fu diagnosticata l'AIDS. Nel giugno dell'anno successivo sposò Christine, la compagna del suo ex amante Theirry Juono, affinché i figli di Juono ereditassero i diritti d'autore delle sue opere. Nel 1990 rese pubblica la sua sieropositività nel romanzo a chiave All'amico che non mi ha salvato la vita, che lo consacrò al grande pubblico internazionale; il romanzo fu il primo di una trilogia sull'AIDS che avrebbe compreso anche Protocole compassionnel (Le regole della pietà) e da l'Homme au chapeau rouge (Uomo dal cappello rosso). Il doloroso decorso della malattia fu documentato da fotografie del suo corpo ed il film realizzato con la produttrice Pascale Breugnot qualche settimana prima di morire, chiamato La pudeur ou l'impudeur (Il pudore o l'impudore).
Reso ormai praticamente cieco, tentò il suicidio pochi giorni prima del suo trentaseiesimo compleanno, ma morì due settimane più tardi, quasi quattro anni dopo la diagnosi. È sepolto presso il cimitero dell'eremo di Santa Caterina d'Alessandria a Rio nell'Elba, un paese dell'Isola d'Elba in Italia.

## Opere

### Romanzi
- Les Chiens, Les Éditions de Minuit, Parigi, 1982, 36 p.
- Voyage avec deux enfants, Les Éditions de Minuit, Parigi, 1982, 121 p.
- Les Lubies d'Arthur, Les Éditions de Minuit, Parigi, 1983, 117 p.
- Des aveugles, Éditions Gallimard, Parigi, 1985, 140 p. (vincitore del Prix Fénéon 1985)
- Mes parents, Éditions Gallimard, Parigi, 1986, 170 p.
  - I miei genitori, traduzione di Pierfranco Minsenti, Milano, 1997. 132 p.
- Vous m'avez fait former des fantômes, Éditions Gallimard, Parigi, 1987, 207 p.
- Les Gangsters, Les Éditions de Minuit, Parigi, 1988, 108 p.
- Fou de Vincent, Les Éditions de Minuit, Parigi, 1989, 85 p.
  - Pazzo di Vincent, traduzione di Maria Grazia Ruspoli, Roma, 2004, 74 p.
- L'Incognito, Éditions Gallimard, Parigi, 1989, 226 p.
- À l'ami qui ne m'a pas sauvé la vie, Éditions Gallimard, Parigi, 1990, 265 p. (Premio Colette 1990)
  - All'amico che non mi ha salvato la vita, traduzione di Monica Martinat, Parma, 1991, 205 p.
  - All'amico che non mi ha salvato la vita, nuova edizione italiana, Gog edizioni, 2022, 186 p.
- Le Protocole compassionnel, Éditions Gallimard, Parigi, 1991, 226 p.
  - Le regole della pietà, traduzione di Laura Vettori, Venezia, 1995, 204 p.
- Mon valet et moi: roman cocasse, Éditions du Seuil, Parigi, 1991, 89 p.
  - Io e il mio valletto: romanzo buffo, traduzione di A. Salasano, Torino, 1993, 63 p.
- L'Homme au chapeau rouge, Éditions Gallimard, Parigi, 1992, 153 p.
- Le Paradis, Éditions Gallimard, Parigi, 1992, 140 p.
  - Il paradiso, traduzione di Pierfranco Minsenti, Torino, 1994, 105 p.

### Raccolta di racconti
- La Mort propagande, R. Deforges, Parigi, 1977, 137 p; riedizione Gallimard, Parigi, 2009, 128 p.
  - La morte propaganda; traduzione di Didier Contadini e Valerio Panza, prefazione di Valerio Panza, postfazione di Francesco De Sio Lazzari, Napoli, 2011, 109 p.
- Les Aventures singulières, Les Éditions de Minuit, Parigi, 1982, 120 p.
- Mauve le Vierge, Éditions Gallimard, Parigi, 1988, 156 p.
- Vice, photographies de l'auteur, J. Bertoin, Parigi, 1991, 101 p.-[16] p. di tavole.
- La Mort propagande : et autres textes de jeunesse, R. Deforges, Parigi, 1991, 338 p. (riedizione della sua prima opera del 1977, con testi di gioventù scritti tra il 1971 e il 1978).
- La Piqûre d'amour : et autres textes ; suivi de La Chair fraîche, Éditions Gallimard, Parigi, 1994, 198 p.

### Altre pubblicazioni
- Hervé Guibert et Zouc, Zouc par Zouc, Balland, 1978; riedizione Gallimard, 2006
- Suzanne et Louise: roman-photo, Hallier, «Illustrations», Parigi, 1980
- L'Image fantôme, Les Éditions de Minuit, Paris, 1981, 173 p.
  - L’immagine fantasma di Hervé Guibert, introduzione di Emanuele Trevi, traduzione di Matteo Martelli, Roma, 2021, 200 p.
- L'Homme blessé: scénario et notes, Les Éditions de Minuit, Parigi, 1983, 199 p; sceneggiatura del film L'uomo ferito (1983) di Patrice Chéreau,
- Le Seul Visage, libro fotografico, Les Éditions de Minuit, Parigi, 1984, 63 p.
- L'Image de soi ou l'Injonction de son beau moment ?, William Blake & Co., Bordeaux, 1988,
- Cytomégalovirus, journal d'hospitalisation, Éditions du Seuil, Parigi, 1992, 92 p.
  - Citomegalovirus : diario d'ospedale, traduzione di Alfredo Salsani, Torino, 1992, 70 p.
- Photographies, Éditions Gallimard, Parigi, 1993, 120 p.
- Vole mon dragon : théâtre, Éditions Gallimard, «Le manteau d'Arlequin », Parigi, 1994, 71 p.
- Enquête autour d'un portrait : sur Balthus, préfacé par Éric de Chassey, Les Autodidactes, Parigi, 1997, 44 p.
- Lettres d'Égypte : du Caire à Assouan, 19.., fotografie di Hans Georg Berger (en), Actes Sud, « Voir et dire », Arles, 1995, 70 p.
  - Lettere dall'Egitto: dal Cairo a Assuan 19..  traduzione di Annamaria Ferrero, Torino, 1999, 65 p.
- La Photo, inéluctablement: recueil d'articles sur la photographie, 1977-1985, Éditions Gallimard, Parigi, 1999, 520 p.
- Le Mausolée des amants: journal, 1976-1991, Éditions Gallimard, Parigi, 2001, 435 p.
- Articles intrépides 1977-1985, Gallimard, Parigi, 2008, 380 p.
- Hervé Guibert et Eugène Savitzkaya, Lettres à Eugène, correspondance 1977-1987, Gallimard, coll. «Blanche», Parigi, 2013, 140 p.
- L’Autre Journal. Articles intrépides 1985-1986, Gallimard, Parigi, 2015, 176 p.